# Mùa bão Tây Bắc Thái Bình Dương 2023
Mùa bão Tây Bắc Thái Bình Dương 2023 là một sự kiện mà theo đó các xoáy thuận nhiệt đới hình thành ở vùng phía Tây Bắc của Thái Bình Dương trong năm 2023, chủ yếu từ tháng 5 đến tháng 12, chủ yếu là các cơn bão hình thành trong phạm vi của Thái Bình Dương ở Bắc Bán Cầu và từ kinh tuyến 100 đến 180 độ. Bão nhiệt đới hình thành trên toàn Tây Bắc Thái Bình Dương sẽ được đặt tên bởi Cục Khí tượng Nhật Bản JMA. Áp thấp nhiệt đới được Trung tâm Cảnh báo Bão Liên hợp JTWC theo dõi sẽ có thêm hậu tố "W" phía sau số thứ tự của chúng. Áp thấp nhiệt đới trở lên hình thành hoặc di chuyển vào khu vực mà Philippines theo dõi cũng sẽ được đặt tên bởi Cục quản lý Thiên văn, Địa vật lý và Khí quyển Philippines (PAGASA). Đó là lý do đôi khi vì sao một cơn bão lại có hai tên gọi khác nhau.
Đây là mùa bão hoạt động yếu và số lượng bão nhiệt đới có tên thấp hơn trung bình nhiều năm, chỉ có 17 cơn. Mặc dù mùa xảy ra trong thời gian xảy ra hiện tượng El Niño, vốn thường tạo điều kiện thuận lợi cho sự hình thành và hoạt động của xoáy thuận nhiệt đới trong khu vực, nhưng hoạt động năm nay thấp bất thường. Số lượng bão ghi nhận trong năm 2023 ít hơn Đại Tây Dương xét về số cơn bão được đặt tên, đây là mùa bão thứ tư được ghi nhận như vậy, trước đó có năm 2005, 2010 và 2020; và là lần đầu tiên được ghi nhận trong El Niño. Mùa này cũng không có nhiều bão hơn mùa bão Đông Bắc Thái Bình Dương 2023 . Mùa bão có 17 cơn bão được đặt tên, trong đó 10 cơn bão trở thành bão cuồng phong, trong đó có 4 cơn mạnh lên thành siêu bão. Một số cơn bão trong mùa gây ra thiệt hại nặng nề. Bão Doksuri đã tàn phá miền bắc Philippines, Đài Loan và Trung Quốc vào tháng 7, trở thành cơn bão gây thiệt hại nặng nề nhất được ghi nhận khi đổ bộ vào Trung Quốc đại lục và bão Haikui vào tháng 9 đã tàn phá Trung Quốc và Hồng Kông. Ở vùng Đông Nam Á, trong đó có Biển Đông, mùa bão hoạt động khá yếu, là mùa thứ ba không có bão nhiệt đới có tên nào đổ bộ vào đất liền Việt Nam (tuy có bão số 1 Talim ảnh hưởng đến đất liền nhưng cơn bão này đổ bộ vào Quảng Tây, sau đó suy yếu thành áp thấp nhiệt đới rồi mới đi vào Lạng Sơn), trước đó có năm 1976 và 2002.

## Dòng thời gian

### Tóm tắt các cơn bão

#### Trên biển Đông và đất liền Việt Nam
Kể từ năm 2021, phân loại bão và áp thấp nhiệt đới ở Việt Nam tại trang này cũng như các trang Mùa bão Tây Bắc Thái Bình Dương sẽ thực hiện theo đúng quy định được đặt ra tại Quyết định số 18/QĐ-TTg của Thủ tướng Chính phủ, ban hành ngày 22 tháng 4 năm 2021. Theo đó bão, ATNĐ ở Việt Nam gồm 05 cấp: Áp thấp nhiệt đới (cấp 6–7), Bão (bão thường, cấp 8–9), Bão mạnh (cấp 10–11), Bão rất mạnh (cấp 12–15), Siêu bão (từ cấp 16 trở lên); không có các từ "cuồng phong", "nhiệt đới" đi kèm đối với các cơn bão. Trung tâm Dự báo Khí tượng Thủy văn Quốc gia dùng thang sức gió Beaufort mở rộng đến 17 cấp để đánh giá tốc độ gió bão.
| Phân loại                  | Số lượng bão và ATNĐ theo tháng | Số lượng bão và ATNĐ theo tháng | Số lượng bão và ATNĐ theo tháng | Số lượng bão và ATNĐ theo tháng | Số lượng bão và ATNĐ theo tháng | Số lượng bão và ATNĐ theo tháng | Số lượng bão và ATNĐ theo tháng | Số lượng bão và ATNĐ theo tháng | Tổng |
| Phân loại                  | Tháng 5                         | Tháng 6                         | Tháng 7                         | Tháng 8                         | Tháng 9                         | Tháng 10                        | Tháng 11                        | Tháng 12                        | Tổng |
| -------------------------- | ------------------------------- | ------------------------------- | ------------------------------- | ------------------------------- | ------------------------------- | ------------------------------- | ------------------------------- | ------------------------------- | ---- |
| ATNĐ (cấp 6–7)             | 1                               | 0                               | 0                               | 0                               | 1                               | 0                               | 0                               | 1                               | 3    |
| Bão (bão thường) (cấp 8–9) | 0                               | 0                               | 0                               | 0                               | 0                               | 1                               | 0                               | 0                               | 1    |
| Bão mạnh (cấp 10–11)       | 0                               | 0                               | 0                               | 0                               | 0                               | 0                               | 0                               | 0                               | 0    |
| Bão rất mạnh (cấp 12–15)   | 0                               | 0                               | 2                               | 0                               | 0                               | 1                               | 0                               | 0                               | 3    |
| Siêu bão (≥ cấp 16)        | 0                               | 0                               | 0                               | 1                               | 0                               | 0                               | 0                               | 0                               | 1    |
| Tổng                       | 1                               | 0                               | 2                               | 1                               | 1                               | 2                               | 0                               | 1                               | 8    |

| Bão số                          | Tên quốc tế           | Khu vực đổ bộ                       | Tâm bão đi qua (Việt Nam) | Tâm bão đi qua (Việt Nam)            | Thời gian vào bờ tại Việt Nam | Cấp gió lúc đổ bộ vào Việt Nam | Cấp gió mạnh nhất trên biển Đông | Các khu vực ảnh hưởng                            | Ghi chú |
| Bão số                          | Tên quốc tế           | Khu vực đổ bộ                       | Tỉnh                      | Trạm khí tượng/thủy văn gần bão nhất | Thời gian vào bờ tại Việt Nam | Cấp gió lúc đổ bộ vào Việt Nam | Cấp gió mạnh nhất trên biển Đông | Các khu vực ảnh hưởng                            | Ghi chú |
| ------------------------------- | --------------------- | ----------------------------------- | ------------------------- | ------------------------------------ | ----------------------------- | ------------------------------ | -------------------------------- | ------------------------------------------------ | ------- |
| 1                               | Talim                 | Nam Trung Quốc (Quảng Tây)          | -                         | -                                    | -                             | -                              | Cấp 12                           | Bắc Bộ và Thanh Hóa – Nghệ An                    | -       |
| 2                               | Doksuri               | Đông Nam Trung Quốc (Phúc Kiến)     | -                         | -                                    | -                             | -                              | Cấp 14-15                        | -                                                | -       |
| 3                               | Saola                 | Nam Trung Quốc (Quảng Đông)         | -                         | -                                    | -                             | -                              | Cấp 16                           | -                                                | -       |
| 4                               | Koinu                 | Tan ở phía Đông đảo Hải Nam         |                           | -                                    | -                             | -                              | Cấp 14                           | -                                                | -       |
| 5                               | Sanba                 | Tan ở phía Tây Nam bán đảo Lôi Châu | -                         | -                                    | -                             | -                              | Cấp 9                            | miền Trung                                       |         |
| ATNĐ                            |                       |                                     |                           |                                      |                               |                                |                                  |                                                  |         |
| ATNĐ tháng 5                    | JMA TD 04 Số hiệu JMA | Tan ở giữa biển Đông                | -                         | -                                    | -                             | -                              | -                                | -                                                | -       |
| ATNĐ tháng 9                    | 13W Số hiệu JTWC      | Trung Trung Bộ                      | Thừa Thiên – Huế          | -                                    | -                             | -                              | Cấp 6                            | Bắc Trung Bộ, Trung Trung Bộ, Tây Nguyên, Bắc Bộ | -       |
| ATNĐ tháng 12 (hậu bão Jelawat) | Jelawat               | Tan ở Nam biển Đông                 | -                         | -                                    | -                             | -                              | Cấp 6                            | -                                                | -       |

*Ghi chú
1. ↑   Lấy theo cấp gió của Trung tâm Dự báo khí tượng thủy văn quốc gia Việt Nam.

## Dự báo mùa bão
Trong năm, một số cơ quan khoa học và dịch vụ khí tượng quốc gia dự báo có bao nhiêu xoáy thuận nhiệt đới, bão nhiệt đới và bão sẽ hình thành trong một mùa và/hoặc bao nhiêu xoáy thuận nhiệt đới sẽ ảnh hưởng đến một quốc gia cụ thể.
| Ngày dự báo của TSR       | Bão thường               | Bão mạnh                | Bão rất mạnh   | ACE                                        | Ref.      |
| ------------------------- | ------------------------ | ----------------------- | -------------- | ------------------------------------------ | --------- |
| Trung bình (1965–2022)    | 25.7                     | 16.1                    | 8.7            | 290                                        | [ 3 ]     |
| 5 tháng 5, 2023           | 29                       | 19                      | 13             | 394                                        | [ 3 ]     |
| Các trung tâm dự báo khác | Thời gian công bố dự báo | Khoảng thời gian dự báo | Khu vực dự báo | Số lượng xoáy thuận dự báo                 | Tham khảo |
| PAGASA                    | 13 tháng 1, 2023         | Tháng 1 – Tháng 3       | PAR            | 0–2                                        |           |
| PAGASA                    | 13 tháng 1, 2023         | Tháng 4 –Tháng 6        | PAR            | 2–4                                        |           |
| NCHMF                     | 18 tháng 5, 2023         | Tháng 6 –Tháng 8        | Biển Đông      | 5–6 (bão và ATNĐ) 1–2 (ảnh hưởng đất liền) | [ 4 ]     |
| NCHMF                     | 18 tháng 5, 2023         | Tháng 9 –Tháng 11       | Biển Đông      | 4–5 (bão và ATNĐ)                          | [ 5 ]     |

## Danh sách các xoáy thuận nhiệt đới

### Áp thấp nhiệt đới Amang
Lần đầu tiên JMA ghi nhận một khu vực áp suất thấp ở biển Philippines vào ngày 7 tháng 4. Một luồng đối lưu mạnh ở phía bắc của trung tâm hoàn lưu mực thấp (LLCC) của hệ thống đã khiến JTWC lần đầu tiên đưa ra Cảnh báo hình thành xoáy thuận nhiệt đới (TCFA) ) về sự xáo trộn khi nó di chuyển theo hướng tây-tây bắc vào một môi trường thuận lợi để phát triển hơn nữa. Cuối ngày hôm đó, JMA và PAGASA phân loại cơn bão là một áp thấp nhiệt đới. Do cơn bão hình thành bên trong Khu vực trách nhiệm của Philippines (PAR), áp thấp nhiệt đới được đặt tên là Amang. Một đường chuyền của máy đo tán xạ ASCAT METOP-B tối ngày 10 tháng 4 cho thấy vector gió từ 35 kt đến hơn 40 kt nhưng nằm ngoài tổ chức đối lưu. Amang đổ bộ lần đầu tiên lên Panganiban, Catanduanes vào khoảng 23:00 PHT (15:00 UTC) ngày 11 tháng 4. Khi tương tác trên đất liền, JTWC đã hủy bỏ TCFA của mình, nói rằng Amang đã gặp phải những điều kiện bất lợi hơn bao gồm không khí khô và gió cắt.
Thiệt hại về nông nghiệp do cơn bão gây ra ước tính là ₱ 50,84 triệu (923 nghìn USD), ảnh hưởng đến 1.569 nông dân và 1.330 ha (3.300 mẫu Anh) đất. 1.918 hành khách bị mắc kẹt ở Vùng Bicol sau khi các chuyến đi bằng đường biển bị đình chỉ. Vào ngày 13 tháng 4, các lớp học đến trung học phổ thông ở 19 khu vực đã bị đình chỉ do thời tiết xấu, cùng với các lớp mầm non ở các khu vực thuộc Tín hiệu số 1.

### Bão Sanvu
Một khu vực đối lưu được JTWC theo dõi đã xuất hiện ở phía Nam Đông Nam của Pohnpei vào ngày 18 tháng 4. JMA sau đó đã phân loại vùng nhiễu động là áp thấp nhiệt đới vào ngày hôm sau  trước khi JTWC nâng cấp và gắn mã hiệu là 01W. Vào ngày 20 tháng 4, áp thấp nhiệt đới đã mạnh lên thành bão nhiệt đới, theo JTWC, sau khi đối lưu và dải mưa tăng cường trên LLCC. JMA sau đó cũng đã nâng cấp áp thấp nhiệt đới thành bão và gán tên cho nó là "Sanvu" vào 06:00 UTC. Sau khi đạt đến cường độ cực đại vào đầu ngày 21 tháng 4, Sanvu bắt đầu suy yếu sau đó do các cụm đối lưu ở hướng Đông Bắc hấp thụ năng lượng của nó. Đến ngày 22 tháng 4, cấu trúc tồi tàn của Sanvu đối với trung tâm hoàn lưu của nó đã khiến JTWC ngừng phát hành các bản tin cảnh báo khi nó đã bị hạ cấp thành áp thấp nhiệt đới. JMA cũng đã ngừng phát cảnh báo về cơn bão cùng ngày hôm đó. . Dù vậy, JMA vẫn theo dõi hệ thống cho đến 00:00 UTC ngày 25 tháng 4. JTWC báo cáo tàn dư của Sanvu đã tiêu tan vào ngày 26 tháng 4.

### Áp thấp nhiệt đới tháng 5 trên biển Đông (JMA TD 04)
Vào ngày 1 tháng 5, một vùng nhiễu động nhiệt đới kéo dài khoảng 740 km (460 dặm) về phía đông của Thành phố Davao và đã tạo ra các dải mưa phân mảnh nhưng có tổ chức ở phía bắc và phía tây của trung tâm hoàn lưu của nó. Dòng đối lưu tiếp tục mở rộng khi nó bao trùm LLCC một cách không có tổ chức. Tuy nhiên, sự tương tác trên đất liền với Philippines và cấu trúc yếu kém của hệ thống đã cản trở sự phát triển hơn nữa, mặc dù đang ở trong điều kiện môi trường thuận lợi.  Vào ngày 5 tháng 5, JMA phân loại vùng nhiễu động này là một áp thấp nhiệt đới. Tuy nhiên, không khí khô và dòng chảy yếu ở trên cao cho thấy áp thấp nhiệt đới có rất ít sự phát triển, tất cả đều di chuyển theo hướng tây-tây bắc. Áp thấp nhiệt đới sau đó tan biến vào ngày 7 tháng 5.

### Bão Mawar (Betty)
Vào ngày 17 tháng 5, JTWC phát hiện một hoàn lưu mực thấp (LLCC) hình thành cách Guam 865 km (535 mi) và đã theo dõi hình thế đó. Các cơn giông xung quanh LLCC nhanh chóng trở nên lan rộng và tổ chức đã được cải thiện trước khi JMA nâng cấp hình thế này thành áp thấp nhiệt đới vào ngày 19 tháng 5. JTWC sau đó công nhận hình thế trên là một xoáy thuận nhiệt đới và gọi nó là 02W. Cùng ngày, JMA cho biết áp thấp trở thành bão nhiệt đới với tên quốc tế là Mawar. JMA cho biết cơn bão mạnh lên cấp bão nhiệt đới dữ dội vào lúc 00:00 UTC ngày 21 tháng 5, vào thời điểm này vùng đám mây đối lưu sâu dày đặc gần trung tâm bão (CDO) đã che khuất hoàn toàn LLCC. Mawar sau đó trở thành bão cuồng phong trong cùng ngày. Mawar tiếp tục mạnh lên thành siêu bão, nhưng sau đó quá trình thay thế thành mắt bão bắt đầu làm gián đoạn quá trình mạnh lên. Trong ngày 24 tháng 5, trung tâm Mawar đi qua mũi phía bắc của Guam và bão đã suy yếu đôi chút sau khi đạt đỉnh. Sau khi đi qua phía bắc và tác động đến Guam, Mawar sau đó mạnh lên trở lại và trở thành siêu bão cuồng phong cấp 5, tốc độ gió duy trì trong 1 phút được ước tính lên đến 295 km/giờ (160 kt). Sau đó đi vào vùng PAR, và PAGASA gọi đó là bão Betty. Mawar suy yếu đôi chút khi di chuyển xung quanh rìa phía Tây Nam của áp cao cận nhiệt đới, đồng thời JMA cho biết bão đã suy yếu xuống thành bão nhiệt đới dữ dội. Mawar tiếp tục suy yếu thành bão nhiệt đới khi tiếp cận Okinawa. Vào ngày 3 tháng 6, Mawar chuyển thành một xoáy thuận ngoại nhiệt đới ở phía Nam Honshu và sau đó Mawar di chuyển về phía Đông hướng đến vùng biển ngoài khơi Thái Bình Dương.
Do ảnh hưởng của bão, trạm WFO Guam có gió 79 kt (146 km/h, cấp 13) giật tới 115 kt (213 km/h, cấp 17), sân bay quốc tế Guam có gió duy trì 62 kt (115 km/h, cấp 11) giật tới 91 kt (169 km/h, cấp 15) (gió báo cáo trong 2 phút liên tục). Tại Miyakojima có gió duy trì 10 phút tối đa 20 m/s (72 km/h, cấp 8), giật 31 m/s (112 km/h, cấp 11).
Mất điện bắt đầu ảnh hưởng đến nhiều khu vực ở Guam vào ngày 22 tháng 5 do gió bão mạnh. Mawar đi qua phía bắc hòn đảo với cường độ bão tương đương cấp 4 vào ngày 24 tháng 5, mang theo gió mạnh như cuồng phong và mưa lớn, đây là cơn bão mạnh nhất ảnh hưởng đến hòn đảo kể từ bão Pongsona năm 2002. Hai người đàn ông được cho là đã chết sau khi mất tích ở vùng biển ngoài khơi Guam. Ngoài ra, một trường hợp tử vong liên quan đến cơn bão đã được báo cáo ở Đài Loan. Mưa lớn ở nhiều nơi ở Nhật Bản khiến 2 người thiệt mạng và 4 người mất tích.  Ít nhất 8.900 ngôi nhà bị mất điện ở Nhật Bản. Tại Philippines cũng ghi nhận có 1 người tử vong do bão Mawar. Tổng thiệt hại do Mawar gây ra ước tính lên tới 250 triệu USD.

### Bão Guchol (Chedeng)
Một vùng áp suất thấp ở phía bắc Palau đã phát triển thành áp thấp nhiệt đới vào cuối ngày 5 tháng 6. Ngày hôm sau, nó mạnh lên thành áp thấp nhiệt đới và đi vào Khu vực trách nhiệm của Philippines, khiến PAGASA đặt tên cho hệ thống là Chedeng. JTWC sau đó đã làm theo và được chỉ định là 03W. JMA sau đó đã nâng cấp hệ thống này thành một cơn bão nhiệt đới, đặt tên là Guchol. Vào ngày 8 tháng 6, JMA tiếp tục nâng cấp cơn bão thành một cơn bão nhiệt đới nghiêm trọng lúc 09:00 UTC khi nó trở nên có tổ chức hơn do điều kiện thuận lợi và độ đứt gió thấp. Cuối ngày hôm đó, JMA đã nâng cấp Guchol thành bão cuồng phong vào lúc 21:00 UTC. Nó đạt đến cường độ cực đại, đạt được sức gió duy trì trong 1 phút là 90 hải lý một giờ (165 km/h; 105 dặm/giờ) cùng với áp suất khí quyển là 956 hPa (28,23 inHg), tương đương với bão cấp 2 của SSHWS và 10- sức gió duy trì trong phút lên tới 140 km/h (85 dặm/giờ). Vào ngày 11 tháng 6, Guchol suy yếu khi nó đang di chuyển ra khỏi Philippines do ảnh hưởng lạnh giá từ cơn bão Mawar. JMA sau đó đã hạ cấp thành bão nhiệt đới nghiêm trọng vào ngày 12 tháng 6, di chuyển theo hướng đông bắc mà không ảnh hưởng đến quần đảo Nhật Bản. Cả JMA và JTWC đều đưa ra lời khuyên cuối cùng khi Guchol trở thành một xoáy thuận ngoại nhiệt đới.
Guchol không ảnh hưởng đến đất liền nhưng gió mùa Tây Nam đã được tăng cường trong thời gian Guchol hiện diện bên trong khu vực trách nhiệm của Philippines, dẫn đến mưa lớn trên diện rộng trên các phần phía tây của Luzon.

### Bão Talim (Dodong) – Bão số 1
Vào ngày 12 tháng 7, một vùng áp thấp được ghi nhận ngoài khơi bờ biển Aurora, Philippines. JMA sau đó đã công nhận vùng áp thấp đó là áp thấp nhiệt đới. PAGASA sau đó đặt tên cho hệ thống này là Dodong vì áp thấp nhiệt đới nằm trong vùng giám sát của Philippines (PAR).  Áp thấp nhiệt đới sau đó đổ bộ lần đầu tiên vào Dinapigue, Aurora thuộc đảo Luzon vào lúc 00:30 sáng ngày 14 tháng 7 theo giờ phương. Sau khi hệ thống vượt qua đảo Luzon thì JTWC sau đó cũng công nhận áp thấp đó là áp thấp nhiệt đới. Vào lúc 00:00 UTC ngày 15, NMC cho rằng áp thấp nhiệt đới đã mạnh lên thành bão với sức gió cấp 8. Vào thời điểm 06:00 UTC, trước khi ra khỏi vùng PAR, JMA và NCHMF sau đó cho rằng áp thấp mạnh lên thành bão nhiệt đới và JMA đặt tên cho hệ thống là Talim, đây cũng là tên quốc tế của bão. NCHMF gọi đây là bão số 1. Hệ thống này có trung tâm hoàn lưu mực thấp (LLCC) rộng với đối lưu sâu tồn tại ở vùng ngoại vi phía Tây và phía Nam. Talim tiếp tục mạnh lên ở Biển Đông, sau đó mạnh lên thành bão nhiệt đới dữ dội khi nó di chuyển về phía Tây trong môi trường thuận lợi với dòng phân kì hướng xích đạo và nhiệt độ nước biển trên bề mặt nước biển ấm, bù đắp cho gió đứt mạnh gây bất lợi cho sự mạnh lên của bão. JTWC cho rằng Talim đạt sức gió cực đại là 85 kt (155 km/h) tương đương bão (cuồng phong) cấp 2. NMC và NCHMF cho rằng bão mạnh từ cấp 12 trở lên (tức là từ 118 km/h trở lên). Nhưng JMA lại cho rằng tốc độ gió của bão khi mạnh nhất chỉ là 60 kt (110 km/h). Talim đổ bộ lần thứ hai vào Trạm Giang thuộc tỉnh Quảng Đông với sức gió 135 km/h (38 m/s, cấp 13) vào ngày 17 tháng 7. Talim sau đó tiếp tục đổ bộ lần thứ 3 vào thành phố Bắc Hải với sức gió cấp 10 vào ngày 18. Khi di chuyển sâu hơn vào đất liền, Talim suy yếu và tan dần. Ngay sau khi đổ bộ vào Bắc Hải, JTWC đã phát tin cuối cùng về bão trước khi nó tan hoàn toàn vào ngày hôm sau.
Do ảnh hưởng của hoàn lưu bão số 1 tại Việt Nam, tại đảo Bạch Long Vĩ (Hải Phòng) có gió mạnh cấp 7, giật cấp 10; Hòn Dáu (Hải Phòng) và Mẫu Sơn (Lạng Sơn) có gió mạnh cấp 6, giật cấp 9; Đầm Hà (Quảng Ninh) có gió mạnh cấp 6, giật cấp 7; Cửa Ông và Móng Cái (Quảng Ninh), Phù Liễn (Hải Phòng) gió giật mạnh cấp 6; Cô Tô (Quảng Ninh) gió giật mạnh cấp 7. Tại Việt Nam, Talim cũng gây thiệt hại về tài sản hơn 20,7 tỷ đồng và làm 1 người chết.
Bão Talim đã làm gió mùa Tây Nam hoạt động mạnh trên khắp Philippines và mang theo lượng mưa lớn và gió giật trên khắp quốc gia khi nó đến gần đảo Luzon. Học sinh ở các lớp học ở ba thành phố và ở Cagayan được cho nghỉ học khi cơn bão đi qua Luzon. Nhìn chung, cơn bão đã khiến 2 người thiệt mạng tại Philippines.

Ảnh hưởng của bão tại Trung Quốc, khu vực phía Bắc Biển Đông, vùng biển và vùng ven biển phía nam tỉnh Quảng Đông và bán đảo Lôi Châu có gió duy trì từ cấp 10 đến cấp 14 giật cấp 12 đến cấp 16. Một trạm khí tượng tại đảo Fangji thuộc quận Điện Bạc, thành phố Mậu Danh, tỉnh Quảng Đông ghi nhận gió trung bình là 47,1 m/s (170 km/h, cấp 15) gió giật 54,1 m/s (195 km/h, cấp 16). Một trạm quan trắc khí tượng khác cũng ở Mậu Danh, tỉnh Quảng Đông nằm ở ven biển Đông cũng có gió trung bình là 40,5 m/s (146 km/h, cấp 13), gió giật 53,3 m/s (192 km/h, cấp 16). Ngoài ra tại Hồng Kông nhiều trạm ghi nhận gió mạnh, tín hiệu bão số 8 cũng đã được ban hành tại Hồng Kông. Ngong Ping (vùng cao nguyên) là nơi ghi nhận gió duy trì mạnh nhất tại Hồng Kông, với tốc độ gió duy trì trong 60 phút tối đa là 107 km/h (cấp 11), giật tới 140 km/h (cấp 13). Đại Mạo Sơn cũng ghi nhận gió duy trì 60 phút tối đa 92 km/h (cấp 10), giật tối đa lên tới 143 km/h (cấp 13). Tại Trung Quốc có 1 người tử vong ở Giang Tô do đi xe đạp điện trong đường hầm dù đã có cảnh báo đường hầm ngập nước.

### Bão Doksuri (Egay) – Bão số 2
Vào ngày 19 tháng 7, JMA bắt đầu theo dõi một vùng áp thấp ở Biển Philippine, phía đông Mindanao. Cơ quan này ghi nhận hình thế mạnh lên thành áp thấp nhiệt đới vào ngày 20 tháng 7. JTWC sau đó đã phát TCFA về hình thế vào cuối ngày hôm đó. Vào ngày 21 tháng 7, hình thế đã mạnh lên thành bão nhiệt đới và được đặt tên là Doksuri. PAGASA cũng ghi nhận nó mạnh lên thành bão và đặt tên địa phương là Egay. JTWC sau đó đã đưa ra khuyến cáo về Doksuri và gán cho hình thế số hiệu là 05W. Doksuri mạnh lên một chút khi di chuyển theo hướng Tây Bắc trong ngày hôm sau. Lúc 12 giờ UTC ngày 23 tháng 7, Doksuri bắt đầu mạnh lên nhanh chóng. Doksuri di chuyển đến và quần thảo vùng cực bắc Philippines suốt đêm, đổ bộ vào đảo Camiguin và sau đó là Đảo Fuga ở Aparri, Cagayan. Doksuri đổ bộ lần thứ ba lên đảo Dalupiri vào ngày 26 tháng 7, trong quá trình di chuyển nó đã trút cơn mưa lớn xuống vùng Ilocos và các khu vực khác của phía Bắc Luzon.  Doksuri rời PAR vào khoảng 10:00 PHT (02:00 UTC) ngày 27 tháng 7. Doksuri sau đó bắt đầu trải qua một đợt tăng cường nhanh khác, tạo thành mắt lỗ kim. Doksuri di chuyển về phía tây bắc và sau đó đổ bộ lần thứ ba ngày vào Tấn Giang, Phúc Kiến, với sức gió duy trì trong 2 phút được ước tính ban đầu đạt 180 km/h (50 m/s) vào lúc 09:55 giờ địa phương ngày 28 tháng 7. Tuy nhiên đánh giá sau mùa bão thì Cục Khí tượng Trung Quốc đã hạ cường độ đổ bộ của bão, theo dữ liệu tối ưu thì cường độ bão lúc 8 giờ ngày 28 tháng 7 là 48 m/s và 3 giờ sau đó (sau khi đổ bộ khoảng 1 giờ) là 38 m/s, (cường độ bão khi đổ bộ nằm trong khoảng 38 – 48 m/s). Doksuri nhanh chóng suy yếu khi đi vào đất liền và tan dần.
Tại Philippines, PAGASA bắt đầu tăng Tín hiệu gió bão nhiệt đới cho các vùng phía bắc Luzon. Nhiều chuyến bay bị hủy vì bão. Sau khi Doksuri mạnh lên thành siêu bão vào sáng ngày 25 tháng 7, cơ quan này đã đưa ra Tín hiệu số 4 ở các vùng cực bắc của Luzon. Sau đó cùng ngày, cơ quan này tiếp tục nâng tín hiệu thành Tín hiệu số 5 ở phần phía đông của Quần đảo Babuyan . Doksuri khiến gió mùa Tây Nam mạnh lên, gây mưa rào trên diện rộng trên hầu hết Philippines. Trong quá trình bão ảnh hưởng tại Philippines, trạm khí tượng đảo Calayan (tỉnh Cagayan) là nơi quan trắc được gió giật mạnh nhất (52 m/s, tương cấp 16) và cũng là nơi quan trắc được áp suất mực nước biển thấp nhất (957,5 hPa). Tại Basco (tỉnh Batanes) có gió giật 41 m/s (cấp 13), tại Aparri (tỉnh Cagayan) có gió giật 35 m/s (cấp 12). Lượng mưa tích lũy 7 ngày lớn nhất là 785 mm tại thành phố Baguio (tỉnh Benguet), lượng mưa tích lũy 24h cao nhất là 414 mm tại thành phố Laoag (tỉnh Ilocos Norte).

Lúc 9h55 sáng ngày 28 tháng 7, bão đã đổ bộ vào bờ biển Tấn Giang, Tuyền Châu thuộc tỉnh Phúc Kiến. Ảnh hưởng của bão trên đất liền, gió giật trên đất liền phổ biến đạt từ cấp 11 đến cấp 14, gió giật mạnh nhất đạt cấp 16 (51,4 m/s).Gió duy trì trong 2 phút mạnh nhất quan trắc được là 40,4 m/s. Doksuri là cơn bão mạnh nhất đổ bộ vào tỉnh Phúc Kiến kể từ cơn bão Meranti năm 2016. Lượng mưa trong 24 giờ đạt kỉ lục ở nhiều nơi ở Trung Quốc , có nơi 648 mm. Nhìn chung, cơn bão đã gây ra 137 người chết, 46 người mất tích và 285 người bị thương, bao gồm 27 người trên tàu MB Aya Express đã thiệt mạng khi thuyền bơm bị lật và gây tổng thiệt hại tài sản 15,5 tỷ USD trên nhiều khu vực.

### Bão Khanun (Falcon)
Vào ngày 26 tháng 7, JMA công bố hình thành một vùng áp thấp ở Thái Bình Dương. JMA bắt đầu cảnh báo hệ thống, tuyên bố đây là áp thấp nhiệt đới. Phân tích từ JMA chỉ ra rằng hệ thống này ở trong môi trường thuận lợi cho sự phát triển, với nhiệt độ mặt nước biển ấm áp và độ đứt gió theo phương thẳng đứng thấp.  JMA và JTWC đã nâng cấp hệ thống này thành bão nhiệt đới, JMA đặt tên Khanun cho hệ thống.  Khanun củng cố LLCC (trung tâm hoàn lưu tầng thấp) với dải mây đối lưu hình thành và đối lưu sâu ở nửa phía Đông cơn bão. Khanun đi vào khu vực PAR vào khoảng 03:00 UTC (11:00 PHT) vào ngày 29 tháng 7 và được PAGASA đặt tên là Falcon.  Trong 24 giờ, tốc độ gió duy trì tối đa của nó tăng thêm 130 km/h (70kt) và cuối cùng đạt đến đỉnh điểm với sức gió duy trì 1 phút đạt 220 km/h (120 kt), tương đương với bão cấp 4 trên thang Saffir–Simpson. Khanun rời PAR vào khoảng 03:00 PHT (19:00 UTC) vào ngày 1 tháng 8. Hình ảnh vệ tinh lại cho thấy một LLCC đang được củng cố với dải đối lưu hình thành và đối lưu sâu ở nửa phía bắc cơn bão. Khoảng 00:00 UTC ngày 10 tháng 8, Khanun đổ bộ vào quần đảo Geojedo ở Hàn Quốc. JMA tiếp tục theo dõi Khanun như một xoáy thuận nhiệt đới cho đến đầu ngày 11 tháng 8.
Tính đến ngày 18 tháng 8, có 13 người thiệt mạng và 16 người mất tích sau cơn bão, 115 người khác vẫn bị thương và thiệt hại lên tới 98,1 triệu USD. Ít nhất 160.000 ngôi nhà bị mất điện trên khắp chuỗi đảo. Khanun trở thành xoáy thuận nhiệt đới đầu tiên đi qua bán đảo Triều Tiên từ nam tới bắc kể từ khi việc lưu trữ hồ sơ bắt đầu vào năm 1951.
Tại Hàn Quốc, ít nhất 144 chuyến bay trong và ngoài đảo Jeju đã bị hủy bỏ. Mặc dù Khanun không ảnh hưởng trực tiếp đến Philippines, nhưng cả Khanun và cơn bão Doksuri đều tăng cường gió mùa trong vài ngày, đã gây lũ lụt nghiêm trọng khắp nước này.

### Bão Lan
JMA đã ban hành mưa lớn màu tím, mức cao thứ hai trong thang bốn cấp và cảnh báo lở đất cho các khu vực của tỉnh Kyoto thuộc vùng Kansai và tỉnh Iwate thuộc vùng Tōhoku tính đến cuối ngày 14 tháng 8. Bão Lan gây thiệt hại trên diện rộng. Ngoài gây lở đất, lũ lụt, bão còn làm bật gốc cây cối, làm hư hỏng đường dây điện. Ít nhất 100.000 ngôi nhà không có điện và hơn 237.000 người phải rời bỏ nhà cửa. Một người được cho là đã thiệt mạng và 64 người được cho là bị thương sau cơn bão.

### Bão Dora
Bão Dora có nguồn gốc là từ một làn sóng nhiệt đới từ Tây Phi, không khí khô và gió cắt mạnh khiến làn sóng nhiệt đới không được phát triển được tại Đại Tây Dương.. Khi làn sóng vượt qua Trung Mỹ mới bắt đầu phát triển do điều kiện bắt đầu trở nên thuận lợi. Tên của bão được đặt là Dora bởi Trung tâm Bão Quốc gia Hoa Kì khi làn sóng trở thành bão nhiệt đới vào ngày 1 tháng 8. Cơn bão này di chuyển vào khu vực lúc 00:00 UTC ngày 12 tháng 8 khi đang suy yếu dần.

### Bão Damrey
Vào ngày 21 tháng 8, JMA bắt đầu theo dõi áp thấp nhiệt đới ở vùng Tây Thái Bình Dương. Ngày 23 tháng 8, JTWC cũng đã theo dõi và nâng cấp hệ thống thành áp thấp nhiệt đới và đặt tên là 08W. JMA sau đó đã nâng cấp hệ thống này thành bão nhiệt đới vào ngày 24 tháng 8, gán tên Damrey. JTWC cũng làm điều tương tự vào ngày 25 tháng 8.

### Bão Saola (Goring) – Bão số 3
Đến giữa vào cuối tháng 8, một vùng đối lưu ở phía đông Đài Loan bắt đầu di chuyển về phía tây nam với rất ít tổ chức ở trung tâm. PAGASA đã đánh dấu hệ thống này là vùng áp thấp vào ngày 22 tháng 8 và Cơ quan Khí tượng Nhật Bản đã nâng cấp nó thành áp thấp nhiệt đới. Nó cũng đã được JTWC đưa ra cảnh báo hình thành lốc xoáy nhiệt đới, được chỉ định là 09W . Goring sau đó di chuyển theo hướng bắc-tây bắc qua Biển Philippines. Vào ngày 24 tháng 8, Goring được JTWC nâng cấp thành bão nhiệt đới, JMA làm theo sau vài giờ sau đó vào lúc 06:00 UTC, gán tên bão Saola. PAGASA cũng làm theo trong việc nâng cấp hệ thống thành bão nhiệt đới trong bản cập nhật lúc 17:00 PHT (giờ của họ), tức 09:00 UTC. Saola sau đó được nâng cấp thành bão cấp 4 vào sáng ngày 27 tháng 8.
Bão Saola và Haikui làm gió mùa Tây Nam mạnh lên, gây ra những cơn mưa lớn tại Philippines, và gây mưa lũ trên diện rộng trên hầu hết quốc gia.  Saola gây ra những cơn mưa xối xả tới nhiều khu vực của vùng đô thị Manila. Hai ngườitử vong đã được xác nhận ở Philippines, một người khác mất tích và ba người bị thương. Gần 1.086.837 người bị ảnh hưởng bởi Saola. Ít nhất 7.813 ngôi nhà bị ảnh hưởng, trong đó có 334 ngôi nhà bị phá hủy. Thiệt hại do cơn bão lên tới 42,7 triệu USD; tổn thất nông nghiệp chiếm tới một nửa. Saola ban đầu được cho là sẽ đổ bộ vào Đài Loan nhưng thay vào đó lại đi vào vùng eo biển Ba Sĩ nằm giữa Quần đảo Babuyan và Batanes, mang theo gió mạnh và mưa lớn trên khắp khu vực xung quanh.

Tại Đài Loan, do ảnh hưởng của bão, một trạm đo thuộc huyện Đài Đông ghi nhận lượng mưa tích luỹ do bão là 456,5 mm. Một người thiệt mạng do gió mạnh làm cây đổ đè vào người. Ở vùng biển cửa sông Châu Giang, một trạm quan trắc ở đảo Quy Sơn ghi nhận tốc độ gió duy trì 52,7 m/s (cấp 16) và một trạm khác ở đảo Miếu Loan ghi nhận gió giật 62,2 m/s (trên cấp 17). Tại tỉnh Quảng Đông (Trung Quốc), cây cối và biển hiệu tòa nhà bị bão thổi bay, và một người ở Thâm Quyến thiệt mạng sau khi cây đổ đè vào xe.

### Bão Haikui (Hanna)

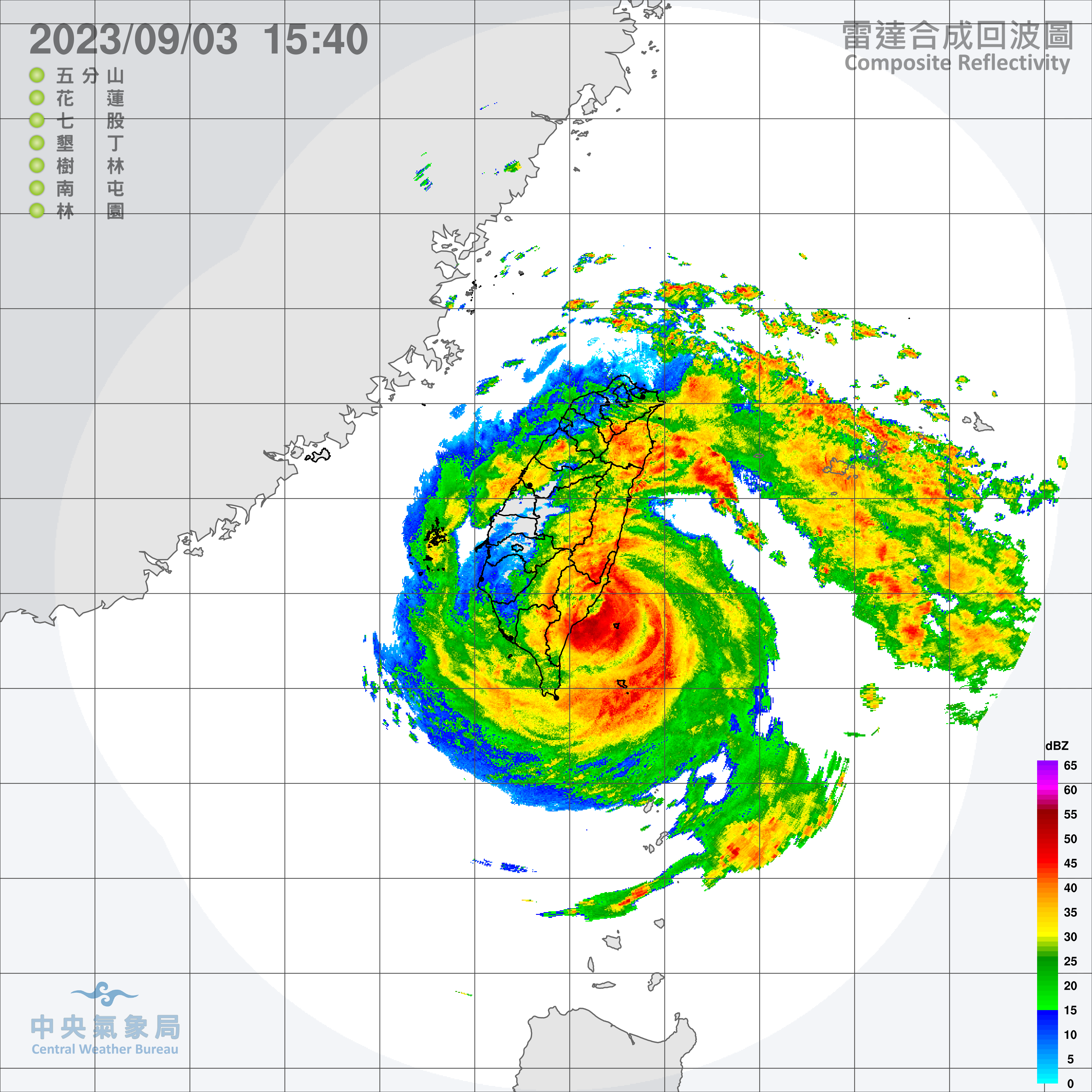
Radar bão Haikui khi đổ bộ vào phía Đông Đài Loan. Bão đã gây gió giật cấp 16 tại Thành Công và đảo Lục.

Một vùng áp thấp rộng phát triển thành áp thấp nhiệt đới vào ngày 27 tháng 8, gần Quần đảo Bắc Mariana, đồng thời di chuyển chậm về phía Tây. Vào ngày 28 tháng 8, JMA đã nâng cấp hệ thống này thành bão nhiệt đới, đặt tên là Haikui. JTWC cũng bắt đầu đưa ra các cảnh báo sau đó và áp thấp nhiệt đới được chỉ định là 10W. Haikui sau đó nhanh chóng mạnh lên thành bão nhiệt đới nghiêm trọng ngay sau đó. Khi nó di chuyển theo hướng tây-tây bắc, Haikui vào PAR vào khoảng 21:00 PHT (13:00 UTC) và được đặt tên nội địa là Hanna. Haikui sau đó duy trì cấp độ bão nhiệt đới nghiêm trọng trong khoảng một ngày trong khi di chuyển về phía tây qua Biển Philippines. Đến ngày 1 tháng 9, Haikui đã mạnh lên thành bão cuồng phong.
Mặc dù không đổ bộ trực tiếp vào Philippines nhưng bão Haikui (địa phương gọi là Hanna) đã tăng cường gió mùa Tây Nam cùng với bão Saola, gây mưa lớn và gió mạnh ở nhiều khu vực, đặc biệt là ở Luzon, khiến một người thiệt mạng.
Tại Đài Loan, bão đã khiến tổng cộng 143 người bị thương, 273.889 hộ gia đình bị mất điện và 21.463 hộ gia đình không có nước. Thiệt hại về nông nghiệp do bão gây ra là khoảng 1,41563 tỷ Đài tệ. Ngày 5 tháng 9, bão Haikui đổ bộ dọc theo bờ biển huyện Đông Sơn, Phúc Kiến. Mưa lớn xảy ra ở khu vực ven biển Phúc Kiến, khiến hai lính cứu hỏa thiệt mạng.
Vào ngày 7 tháng 9, tàn dư của cơn bão Haikui đã mang đến lượng mưa kỷ lục cho Hồng Kông. Đài quan sát Hồng Kông đã ghi nhận lượng mưa 158 mm từ 11 giờ đêm đến 0 giờ sáng theo giờ địa phương, lượng mưa theo giờ cao nhất kể từ khi hồ sơ bắt đầu vào năm 1884.  Một số khu vực của thành phố thậm chí còn có lượng mưa tích lũy trên 900 mm chỉ trong vòng 24 giờ. Lũ lụt xảy ra khắp thành phố, trong đó Wong Tai Sin là một trong những nơi bị ảnh hưởng nặng nề nhất. Trung tâm mua sắm trên đường Lung Cheung và ga tàu điện ngầm MTR ở khu vực lân cận bị ngập trong nước. Tuyến Kwun Tong bị tạm dừng hoạt động một phần do hầm đường sắt bị ngập nặng. Bốn người thiệt mạng ở Hồng Kông do lũ quét.

Tàn dư bão Haikui cũng gây ra mưa lớn và khiến 1 người thiệt mạng tại Quảng Tây. Cùng ngày 11, một vụ sạt lở đất đã khiến 7 người chết đã xác nhận ngay trong ngày và 3 người mất tích. Những người mất tích được tìm thấy vào ngày hôm sau nhưng không còn dấu hiệu của sự sống.

### Bão Kirogi
Một vùng áp thấp nằm xa về phía đông của Guam đã phát triển vào ngày 29 tháng 8. Vùng áp thấp phát triển chậm trong quá trình di chuyển về hướng Tây Bắc. Hệ thống này sau đó đã mạnh lên thành bão nhiệt đới và được JTWC thông báo vào ngày 30 tháng 8. JMA sau đó cũng đặt tên cho cơn bão là "Kirogi".

### Bão Yun-yeung (Ineng)
Chiều ngày 4 tháng 9, một áp thấp nhiệt đới đã hình thành ở vùng biển phía Đông đảo Đài Loan. Áp thấp nhiệt đới nằm trong môi trường nhiệt độ bề mặt nước biển cao, tiềm năng nhiệt đại dương cao và dòng thổi ra ở tầng trên thuận lợi. Tuy nhiên cấu trúc của áp thấp nhiệt đới lúc mới hình thành khá kém và tồn tại không khí khô dọc theo hướng di chuyển sau này của hệ thống. Hệ thống nói chung di chuyển về phía Đông Bắc hướng đến đất liền Nhật Bản theo dòng dẫn của áp cao cận nhiệt đới. Hệ thống mạnh lên tương đối chậm. Vào thời điểm 12:00 UTC, JMA công nhận hệ thống mạnh lên thành bão nhiệt đới và gán cho hệ thống tên quốc tế là Yun-yeung. Yun-yeung di chuyển chậm lại ở vùng biển phía Nam Nhật Bản lúc sáng ngày 8 tháng 9 do dòng dẫn yếu và bắt đầu suy yếu dần vào trưa chiều ngày 8 tháng 9 do không khí khô xung quanh nó và gió cắt mạnh.
Yun-yeung đã gây mưa lớn trên diện rộng khắp Nhật Bản, đưa ra cảnh báo về nguy cơ lũ lụt và lở đất. Tại Tokyo, một địa điểm làng Miyake đã ghi nhận cường suất mưa lên tới 133 mm/h và cường suất mưa tại nơi lân cận vượt 120 mm/h. Một số tuyến tàu ở vùng Kanto đã bị ảnh hưởng vào thứ Sáu. JR East đã đình chỉ một số tuyến và tàu tốc hành giới hạn vào thứ Sáu, đồng thời nhiều tuyến đang bị chậm trễ. Cơn bão đã khiến 3 người chết do bão, khiến gần 11.000 hộ gia đình bị cắt điện và gây ra hơn 100 vụ sạt lở đất.

### Áp thấp nhiệt đới 13W
Chiều ngày 24 tháng 9 giờ Việt Nam, NCHMF cho biết vùng áp thấp trên vùng biển phía Đông Nam của quần đảo Hoàng Sa đã mạnh lên thành áp thấp nhiệt đới, bất chấp việc JMA vẫn cho rằng là vùng áp suất thấp. Gần như ngay sau đó JTWC đã ban hành Cảnh báo Hình thành Xoáy thuận nhiệt đới (TCFA).
Tại trạm đảo Cồn Cỏ (tỉnh Quảng Trị) và Cù Lao Chàm (Đà Nẵng) ghi nhận gió mạnh cấp 6–7, giật cấp 8. Đảo Bạch Long Vỹ (Hải Phòng) và Lý Sơn (tỉnh Quảng Ngãi) ghi nhận gió giật mạnh cấp 7, vùng ven biển từ Quảng Bình đến Đà Nẵng có gió giật mạnh cấp 6. Áp thấp nhiệt đới này là 1 phần nguyên nhân, cùng với dải hội tụ nhiệt đới gây ra đợt mưa lớn cuối tháng 9. Do ảnh hưởng của áp thấp nhiệt đới và dải hội tụ nhiệt đới, mưa lớn đã xảy ra ở nhiều nơi tại miền Bắc và miền Trung. Lượng mưa ghi nhận từ 24–28 tháng 9 có nơi trên 400 mm, cao nhất ghi nhận lên tới 673 mm tại Quảng Bình.
Đợt mưa lớn cuối tháng 9 mà áp thấp này là một phần nguyên nhân đã làm 10 người chết. Mưa lớn, sạt lở đất và lũ lụt cũng gây thiệt hại về nhà cửa, công trình, nông nghiệp, thủy lợi và gây cản trở giao thông.

### Bão Koinu (Jenny) – Bão số 4
Vào ngày 27 tháng 9, một vùng áp thấp hình thành gần Guam, JTWC cho rằng có khả năng cao phát triển thành một xoáy thuận nhiệt đới. Nó di chuyển về phía tây và tiến vào Biển Philippines và tiếp tục di chuyển cho đến khi tiến vào khu vực quản lý của Philippines, nơi mà sau đó hệ thống được nâng cấp thành áp thấp nhiệt đới và được PAGASA đặt tên là Jenny. Sau đó, Cảnh báo hình thành lốc xoáy nhiệt đới đã được ban hành cho Jenny khi nó bắt đầu có dấu hiệu tổ chức sâu hơn. Vài giờ sau, JTWC đưa ra mã nhận dạng 14W lúc 13:00 UTC (21:00 PHT). Vào ngày 28 tháng 9, JMA đã nâng cấp 14W thành bão nhiệt đới và đặt tên là "Koinu", thay thế cho tên Tembin. PAGASA sau đó cũng làm theo trong bản tin PHT lúc 5 giờ sáng của họ, đồng thời nâng cấp Jenny thành bão nhiệt đới; JTWC theo sau sau đó.
Koinu di chuyển theo hướng tây-tây bắc trong Biển Philippines trong khi lưu thông ở mức độ thấp bị lộ ra do gió cắt.
Koinu sau đó đã mạnh thêm và đến ngày hôm sau, JMA đã nâng cấp Koinu thành một cơn bão nhiệt đới nghiêm trọng. Như thường lệ, PAGASA cũng làm theo vài giờ sau đó. Koinu sau đó dần dần mạnh lên thành bão cấp 1 bởi JTWC. Các cơ quan khác cũng làm theo trong việc nâng cấp Koinu thành cơn bão khi mắt bão bắt đầu hình thành. Koinu sau đó bắt đầu giai đoạn tăng cường nhanh vào tối ngày 1 tháng 10 cho đến sáng sớm hôm sau. Koinu tiếp tục mạnh lên thành bão cấp 3 trong khi nó phát triển một mắt bão rõ ràng khi di chuyển về phía đông Cagayan. Koinu sau đó mạnh lên hơn nữa trong vài giờ tiếp theo và đạt cường độ Cấp 4 trong một thời gian ngắn trước khi suy yếu dần.
Tại đảo Lan Tự, một trạm khí tượng cao 324 m so với mực nước biển đã ghi nhận gió giật vượt xa cấp 17, lên tới 95,2 m/s (343 km/h), lập kỷ lục về cơn gió mạnh nhất trong lịch sử kỷ lục khí tượng của Đài Loan, phá vỡ kỷ lục 89,8 m/s (324 km/h) của bão Alex năm 1984. Sức gió duy trì liên tục 55,2 m/s (199 km/h, cấp 16) cũng được ghi nhận tại một trạm khác trên hòn đảo. Máy quan trắc gió cũng bị hỏng do bão. Bão Koinu đã khiến 1 người chết và 399 người bị thương ở Đài Loan, 318.189 hộ gia đình bị mất điện. Dù bão không đi qua và bão khá xa các đảo phía bắc Philippines, gió giật mạnh nhất 30 m/s (108 km/h, cấp 11) và lượng mưa cao nhất trong 24 giờ đạt 273 mm đã được ghi nhận tại các đảo thuộc tỉnh Batanes.

### Bão Bolaven
Một áp thấp nhiệt đới được JMA theo dõi vào ngày 6 tháng 10. Ngày hôm sau, áp thấp được JTWC chỉ định số hiệu là 15W Sự tổ chức của áp thấp nhiệt đới còn kém, nhưng áp thấp vẫn tiếp tục phát triển và sau đó được nâng cấp thành bão nhiệt đới, hình thế khí tượng này được đặt tên là Bolaven. Ngày 8 tháng 10, JMA đã nâng cấp Bolaven lên thành bão nhiệt đới dữ dội (tương đương cấp 10–11 theo thang Việt Nam). Bolaven sau đó trở thành siêu bão tương đương cấp 5 trong khoảng thời gian 12 giờ.
JTWC phân tích rằng cơn bão đã đạt đỉnh vào ngày 11 tháng 10 với sức gió duy trì trong 1 phút là 285 km/h.
Vào ngày 10 tháng 10, Bolaven di chuyển qua quần đảo Bắc Mariana, trong khi quần đảo này vẫn đang khắc phục hậu quả sau sự tàn phá của cơn bão Mawar trước đó. 

### Bão Sanba – Bão số 5
Vào ngày 13 tháng 10, vùng áp thấp hình thành ở biển Đông phía tây Philippines. JTWC ban hành Cảnh báo Hình thành Xoáy thuận nhiệt đới (TCFA) lúc 22:00 UTC (05:00 giờ Việt Nam) về vùng áp thấp, gán số hiệu 99W khi hệ thống di chuyển đến vùng biển gần bờ biển Việt Nam, phân tích hệ thống nằm trong môi trường tương đối thuận lợi Sáng ngày 17, JMA cho biết áp thấp mạnh lên thành áp thấp nhiệt đới. Chỉ khoảng vài giờ sau, NCHMF cho biết vùng áp thấp đã mạnh lên thành áp thấp nhiệt đới. JTWC cũng nâng cấp hệ thống lên thành áp thấp nhiệt đới vào chiều tối cùng ngày. Trưa ngày 18, NCHMF nâng cấp áp thấp nhiệt đới thành bão, gọi là bão số 5, ước tính rằng sức gió mạnh nhất vùng gần tâm bão mạnh cấp 8. Chiều ngày 18, JMA cũng nâng cấp áp thấp nhiệt đới thành bão nhiệt đới, đặt tên là Sanba, dự báo rằng bão sẽ di chuyển lên phía Bắc trong một vài ngày tới tương tự như NCHMF. JTWC cũng ước tính rằng hệ thống mạnh lên thành bão nhiệt đới vào cùng thời gian đó. Bão đổ bộ vào đảo Hải Nam vào trưa ngày 19 tháng 10. Tại đảo Bạch Long Vĩ có gió mạnh cấp 6. Tại Trung Quốc, nhiều nơi tại Nam Trung Quốc đã hứng chịu mưa lớn và gió mạnh. Tại đảo Hải Nam, nhiều nơi trên đảo chịu những cơn gió giật mạnh phổ biến từ cấp 7–9. Lượng mưa trong 4 ngày tại đảo Hải Nam cao nhất là 333,2 mm ở một thị trấn thuộc huyện Vạn Ninh. Tại Quảng Tây, ghi nhận nhiều nơi có lượng mưa từ 400–600 mm và gió mạnh trên cấp 8. Tại thị trấn Qiaogang, huyện Ngân Hải, thành phố Bắc Hải ghi nhận lượng mưa trong 24 giờ lên tới hơn 778 mm. Thống kê thiệt hại do bão tại Trung Quốc, có 4 người chết, tổng thiệt hại tài sản lên tới 5,82 tỷ Nhân dân tệ (798 triệu USD).

### Áp thấp nhiệt đới 17W
JMA cho biết một áp thấp nhiệt đới hình thành ở ngoài khơi xa, phía Đông Philippines vào ngày 12 tháng 11. JTWC phát tin Cảnh báo Hình thành Xoáy thuận nhiệt đới vào cùng ngày, lập luận rằng nói chung áp thấp nằm trong môi trường thuận lợi như dòng thổi ra tốt và nhiệt độ bề mặt biển rất ấm (từ 30–31 oC). Đến tối, JTWC công nhận áp thấp là áp thấp nhiệt đới, gán cho nó số hiệu là 17W. Tuy nhiên môi trường ngày càng bất lợi cho sự phát triển như gió đứt theo hướng đông và không khí khô xâm nhập. JTWC đã hạ cấp áp thấp nhiệt đới thành nhiễu động nhiệt đới lúc 21:00 UTC ngày 13. JMA cho biết áp thấp nhiệt đới suy yếu thành một vùng áp thấp vào ngày 17 tháng 11.

### Bão Jelawat (Kabayan)
Vào ngày 13 tháng 12, JTWC bắt đầu theo dõi một khu vực đối lưu cách Yap khoảng 1,155 km về phía đông-đông nam. Hình thế này gây ra sự đối lưu rải rác ở phía Tây và phía Nam của một LLCC rộng lớn. Cuối ngày hôm đó, JMA bắt đầu theo dõi vùng nhiễu động và gọi đó là vùng áp suất thấp. Các điều kiện môi trường vẫn thuận lợi một chút cho sự phát triển của hình thế với nhiệt độ bề mặt nước biển ở mức 30–31 °C (86–88 °F) và gió đứt phương thẳng đứng thấp. Vào ngày 15 tháng 12, JMA đã công nhận áp thấp này là áp thấp nhiệt đới. Ngày hôm sau, áp thấp đi vào PAR, và PAGASA đặt tên cho áp thấp là Kabayan. Vào ngày 17 tháng 12, JMA công nhận áp thấp đã mạnh lên thành bão nhiệt đới, gán cho hình thế này cái tên quốc tế là Jelawat. Lúc 09:30 PHT (01:30 UTC) ngày hôm sau, Jelawat đổ bộ vào Manay, Davao Oriental và suy yếu thành áp thấp nhiệt đới. JTWC sau đó đã phát bản tin cuối cùng về hệ thống, nêu rõ sự tương tác với đất liền và độ ẩm thấp khiến áp thấp nhanh chóng suy yếu. PAGASA cho biết áp thấp nhiệt đới suy yếu thành vùng áp thấp lúc 14:00 PHT ngày 18 tháng 12. JMA ghi nhận hệ thống là áp thấp nhiệt đới lần cuối cùng vào rạng sáng ngày 21.
Trung tâm Dự báo Khí tượng Thủy văn Quốc gia (NCHMF) đã theo dõi Jelawat từ khi bão hình thành cho đến khi nó vào biển Đông. Mặc dù Jelawat đã di chuyển vào biển Đông nhưng NCHMF không công nhận đây là bão số 6 do cơn bão đã suy yếu thành áp thấp nhiệt đới trước khi vào biển Đông. NCHMF cho biết áp thấp nhiệt đới suy yếu thành vùng áp thấp vào chiều ngày 21.
Do ảnh hưởng của Jelawat, tại Guiuan và thành phố Surigao ghi nhận gió giật cấp 9. Tổng lượng mưa từ 16 đến 18 tháng 12 cao nhất ghi nhận thành phố Surigao lên tới 209,5 mm.
Một người đàn ông mất tích do nhặt quả dừa trôi trên sông bất chấp lời cảnh báo và 1 người khác bị thương. Có hơn 1.900 ngôi nhà bị thiệt hại do bão.

### Các xoáy thuận khác

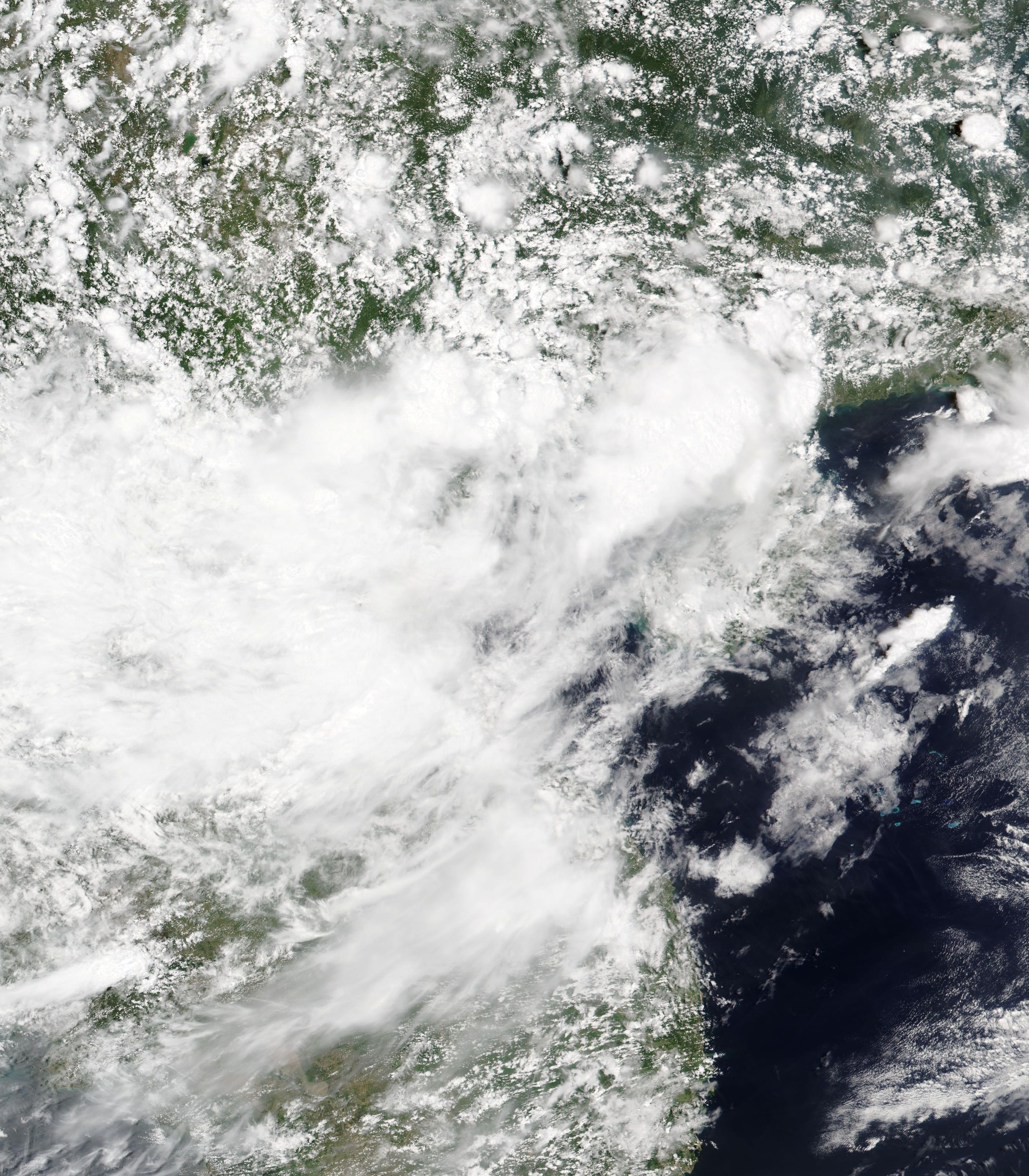
Vùng áp thấp mà JMA gọi là áp thấp nhiệt đới đã gây gió giật mạnh cấp 8–9 ở Bạch Long Vĩ và Cô Tô

- Theo JMA, một áp thấp nhiệt đới đã hình thành ở phía đông Singapore vào ngày 4 tháng 3 và gán số hiệu JMA TD 01. Nó được cũng được JTWC theo dõi và gán số hiệu là 98S ngay sau đó, do cơ quan khí tượng này phân tích rằng trung tâm đối lưu của hệ thống hình thành ở Nam bán cầu, bất chấp việc hoàn lưu xoáy ngược chiều kim đồng hồ. Hệ thống này được ghi nhận lần cuối vào ngày 7 tháng 3. 50.000 người ở Malaysia bị ảnh hưởng do lũ lụt do hệ thống này gây ra, 4 người thiệt mạng.
- Vào ngày 7 tháng 6, JMA đã phát hiện một vùng hoàn lưu rộng lớn có liên quan đến một vùng nhiễu động nhiệt đới ở phía bắc Hải Nam. Cơ quan này gọi nó là áp thấp nhiệt đới ngay sau đó với số hiệu JMA TD 07. Tuy nhiên, vào ngày hôm sau, hệ thống đã di chuyển qua Trung Quốc và trung tâm lưu thông bắt đầu xuống cấp. Hệ thống được ghi nhận lần cuối vào 18:00 UTC ngày 11 tháng 6. Mưa dai dẳng ở Quảng Tây khiến sông Baisha làm ngập nhiều ngôi làng ở huyện Hepu. Lính cứu hỏa đã sử dụng thuyền để giải cứu những người dân bị mắc kẹt trong nhà của họ. Tổng cộng có 2.603 người phải sơ tán. Trung tâm Dự báo Khí tượng Thủy văn của Việt Nam và Cục Khí tượng Trung Quốc không công nhận đây là áp thấp nhiệt đới.
- Ngày 4 tháng 8, JMA cho biết một áp thấp nhiệt đới tồn tại trên vịnh Bắc Bộ với số hiệu JMA TD 11.[192] Trung tâm Dự báo Khí tượng Thủy văn Quốc gia của Việt Nam (NCHMF) chỉ công nhận đây là vùng áp thấp, cho biết đảo Bạch Long Vĩ và đảo Cô Tô đã có gió giật cấp 8–9 (từ 62 đến 88 km/h).[193] Đến ngày 5 tháng 8, vùng áp thấp biến mất trên bản đồ thời tiết của JMA.[194] Vùng áp thấp cùng với một rãnh áp thấp và các hình thế khác gây ra mưa lớn cho miền Bắc Việt Nam.[136][195] Lũ quét và sạt lở đất đã khiến 15 người chết, 2 người mất tích.[137]
- Ngày 19 tháng 8, một áp thấp nhiệt đới hình thành ở phía đông quần đảo Okinawa với số hiệu JMA TD 19 và tan vào ngày 22 tháng 8.[196][197]
- Ngày 2 tháng 9, một áp thấp nhiệt đới với số hiệu JMA TD 21 hình thành ở ngoài khơi nhưng tan trong khoảng 1 ngày sau do gió đứt cao
- Vào ngày 4 tháng 9, JMA bắt đầu theo dõi một áp thấp bắt nguồn từ phần cuối của Bão nhiệt đới Kirogi với số hiệu JMA TD 22. Hệ thống được ghi nhận lần cuối vào 06:00 UTC ngày 6 tháng 9.
- Vào ngày 10 tháng 9, một áp thấp nhiệt đới hình thành gần quần đảo Ryukyu với số hiệu JMA TD 23. Nó di chuyển quanh khu vực trong vài ngày trước khi rẽ về hướng Nam rồi Tây Bắc hướng tới Đài Loan. Hệ thống tan biến vào ngày 14 tháng 9.
- JMA đã theo dõi một thời gian ngắn một áp thấp nhiệt đới (JMA TD 24) tồn tại ở phía đông bắc Quần đảo Mariana vào ngày 12 tháng 9.[198][199]

## Mùa bão và tên bão

### Bảng thống kê
Đây là bảng của tất cả các cơn bão đã hình thành trong mùa bão năm 2023 ở Tây Bắc Thái Bình Dương. Nó bao gồm tên, ngày tháng, sức gió, áp suất, khu vực đổ bộ, thiệt hại và số người chết được biểu thị bằng chữ in đậm. Cái chết trong ngoặc đơn thường là bổ sung hoặc gián tiếp. Thiệt hại và tử vong bao gồm tổng số người bị tai nạn, sóng hoặc lũ lụt... và tất cả các con số thiệt hại là vào năm 2023 được tính bằng USD (những sức gió dưới đây được tính bằng sức gió 10 phút của JMA):
| Tên bão                         | Thời gian hoạt động       | Cấp độ cao nhất      | Sức gió duy trì    | Áp suất               | Khu vực tác động                                 | Tổn thất (USD) | Số người chết | Tham khảo |
| ------------------------------- | ------------------------- | -------------------- | ------------------ | --------------------- | ------------------------------------------------ | -------------- | ------------- | --------- |
| JMA TD 01                       | 4–7 tháng 3               | Áp thấp nhiệt đới    | 55 km/h (35 mph)   | 1008 hPa (29,77 inHg) | Brunei, Indonesia, Malaysia, Singapore           | Không xác định | 4             | [ 200 ]   |
| Amang                           | 10–13 tháng 4             | Áp thấp nhiệt đới    | 55 km/h (35 mph)   | 1004 hPa (29,65 inHg) | Palau, Philippines                               | $923 nghìn     | Không có      |           |
| Sanvu                           | 19–25 tháng 4             | Bão nhiệt đới        | 85 km/h (50 mph)   | 998 hPa (29,47 inHg)  | Liên bang Micronesia                             | Không có       | Không có      |           |
| JMA TD 04                       | 5–7 tháng 5               | Áp thấp nhiệt đới    | Không xác định     | 1004 hPa (29,65 inHg) | Philippines                                      | Không có       | Không có      |           |
| Mawar (Betty)                   | 19 tháng 5 – 3 tháng 6    | Siêu bão             | 215 km/h (130 mph) | 905 hPa (26,72 inHg)  | Guam, Micronesia, Đảo Rota, Quần đảo Bắc Mariana | $136 triệu     | 6             |           |
| Guchol (Chedeng)                | 5 tháng 6 – 12 tháng 6    | Bão mạnh             | 140 km/h (85 mph)  | 970 hPa (28,64 inHg)  | Không có                                         | Không có       | Không có      |           |
| JMA TD 07                       | 7 tháng 6 – 11 tháng 6    | Áp thấp nhiệt đới    | Không xác định     | 1000 hPa (29,53 inHg) | Đảo Hải Nam                                      | Không có       | Không có      |           |
| Talim (Dodong) – Bão số 1       | 13 tháng 7 – 18 tháng 7   | Bão nhiệt đới dữ dội | 110 km/h (70 mph)  | 970 hPa (28,64 inHg)  | Philippines, Quần đảo Hoàng Sa                   | $5,46 triệu    | 2             | [ 201 ]   |
| Doksuri (Egay)                  | 19 tháng 7 – 29 tháng 7   | Bão rất mạnh         | 185 km/h (115 mph) | 925 hPa (27,32 inHg)  | Philippines                                      | Không có       | Không có      |           |
| Tổng tỷ số mùa bão              |                           |                      |                    |                       |                                                  |                |               |           |
| 10 xoáy thuận (Mawar mạnh nhất) | 4 tháng 3 – Chưa kết thúc |                      | 215 km/h (130 mph) | 905 hPa (26,72 inHg)  |                                                  | $142 triệu     | 12            |           |

Chú ý: Quy ước các vùng để xác định vùng ảnh hưởng trực tiếp vùng đổ bộ của bão trên đất liền:
- Việt Nam: Bắc Bộ (Bao gồm cả Tây Bắc Bộ, Đông Bắc Bắc Bộ, Đồng bằng Bắc Bộ); Bắc Trung Bộ (Thanh Hóa đến Quảng Bình), Trung Trung Bộ (Quảng Trị đến Quảng Ngãi), Nam Trung Bộ (Bình Định đến Bình Thuận), Tây Nguyên, Nam Bộ (Bao gồm cả Đông Nam Bộ và Tây Nam Bộ). Các vùng này được xác định riêng biệt, không gọi chung là Việt Nam.
- Trung Quốc: Nam Trung Quốc (Quảng Đông, Quảng Tây, Vân Nam, Hải Nam, Hồng Kông, Ma Cao); Đông Trung Quốc (Phúc Kiến, Chiết Giang, Thượng Hải, Giang Tô, Sơn Đông, Hà Bắc, Bắc Kinh, Thiên Tân và các tỉnh phụ cận); Đông Bắc Trung Quốc (Hắc Long Giang, Cát Lâm, Côn Minh, Nội Mông). Các tỉnh còn lại (chủ yếu khu Tây Tạng, Tây Bắc Trung Quốc) ít hoặc hầu như không chịu ảnh hưởng của xoáy thuận nhiệt đới nên không nói đến. Nếu có 2 vùng trở lên thì gọi chung là Trung Quốc.

### Tên quốc tế
Các xoáy thuận nhiệt đới được đặt tên theo danh sách bên dưới do Trung tâm Khí tượng Chuyên ngành Khu vực ở Tokyo, Nhật Bản, khi một xoáy thuận đạt đến cường độ bão nhiệt đới. JMA sẽ chọn một cái tên theo thứ tự trong danh sách 140 cái tên, được đề xuất bởi 14 quốc gia thành viên và lãnh thổ của Ủy ban Bão ESCAP/ WMO Typhoon Committee đề xuất và nói chung những cái tên được sử dụng một cách luân phiên tuần tự. Mỗi nước trong số 14 nước và vùng lãnh thổ thành viên đưa ra 10 tên gọi, được sử dụng theo thứ tự ABC, bằng tên tiếng Anh của quốc gia đó.
Lưu ý:
- Các cơn bão đang hoạt động không được điều chỉnh đặt tên như các cơn bão đã sử dụng.
- Bão Dora di chuyển từ khu vực Đông Bắc Thái Bình Dương sang khu vực Tây Bắc Thái Bình Dương nên được JMA gán số hiệu "(2308)".

| Tên bão JMA được sử dụng trong năm 2023 | Tên bão JMA được sử dụng trong năm 2023 | Tên bão JMA được sử dụng trong năm 2023 | Tên bão JMA được sử dụng trong năm 2023 |
| --------------------------------------- | --------------------------------------- | --------------------------------------- | --------------------------------------- |
| Sanvu (2301)                            | Mawar (2302)                            | Guchol (2303)                           | Talim (2304)                            |
| Doksuri (2305)                          | Khanun (2306)                           | Lan (2307)                              | Saola (2309)                            |
| Damrey (2310)                           | Haikui (2311)                           | Kigori (2312)                           | Yun-yeung (2313)                        |
| Koinu (2314)                            | Bolaven (2315)                          | Sanba (2316)                            | Jelawat (2317)                          |

Sau mùa bão, Ủy ban Bão thông báo rằng các tên Doksuri, Saola và Haikui đã bị xóa khỏi danh sách đặt tên và chúng sẽ không bao giờ được sử dụng lại để đặt tên cho một cơn bão khác. Những cái tên thay thế sẽ được công bố vào năm 2025.

### Tên địa phương của Philippines

Khi một xoáy thuận nhiệt đới đi vào khu vực PAGASA theo dõi sẽ được đặt tên bằng danh sách tên bão riêng của họ

Cục quản lý Thiên văn, Địa vật lý và Khí quyển Philippines (PAGASA) sử dụng danh sách tên bão riêng của họ để đặt cho một xoáy thuận nhiệt đới khi nó đi vào khu vực theo dõi của họ. PAGASA đặt tên cho áp thấp nhiệt đới đã hình thành trong khu vực theo dõi của họ và những xoáy thuận nhiệt đới di chuyển vào khu vực theo dõi của họ. Nếu danh sách các tên trong năm đó bị sử dụng hết, tên sẽ được lấy từ một danh sách phụ trợ, và danh sách tên bão sẽ được đưa ra trước khi mùa bão bắt đầu. Các tên được lấy từ một danh sách các tên, được sử dụng lần cuối trong năm 2019 và dự kiến sẽ được sử dụng lại trong năm 2027. Tất cả các tên đều giống nhau ngoại trừ Tamaraw và Ugong, thay thế tên Tisoy và Ursula sau khi bị khai tử.
| Tên sử dụng chính     | Tên sử dụng chính       | Tên sử dụng chính      | Tên sử dụng chính    | Tên sử dụng chính      |
| --------------------- | ----------------------- | ---------------------- | -------------------- | ---------------------- |
| Amang                 | Betty (2302)            | Chedeng (2303)         | Dodong (2304)        | Egay (2305)            |
| Falcon (2306)         | Goring (2309)           | Hanna (2311)           | Ineng (2313)         | Jenny (2314)           |
| Kabayan (2315)        | Liwayway (chưa sử dụng) | Marilyn (chưa sử dụng) | Nimfa (chưa sử dụng) | Onyok (chưa sử dụng)   |
| Perla (chưa sử dụng)  | Quiel (chưa sử dụng)    | Ramon (chưa sử dụng)   | Sarah (chưa sử dụng) | Tamaraw (chưa sử dụng) |
| Ugong (chưa sử dụng)  | Viring (chưa sử dụng)   | Weng (chưa sử dụng)    | Yoyoy (chưa sử dụng) | Zigzag (chưa sử dụng)  |
| Danh sách phụ trợ     |                         |                        |                      |                        |
| Abe (chưa sử dụng)    | Berto (chưa sử dụng)    | Charo (chưa sử dụng)   | Dado (chưa sử dụng)  | Estoy (chưa sử dụng)   |
| Gening (chưa sử dụng) | Herman (chưa sử dụng)   | Irma (chưa sử dụng)    | Jaime (chưa sử dụng) |                        |

### Số hiệu bão và áp thấp nhiệt đới tại Việt Nam
Tính đến ngày 20 tháng 12 năm 2023, trên biển Đông đã xuất hiện 8 xoáy thuận nhiệt đới (5 bão, 3 áp thấp nhiệt đới) được Việt Nam công nhận. Đặc biệt năm nay là lần đầu tiên kể từ năm 2002 không có cơn bão nào đổ bộ trực tiếp vào đất liền nước này, tuy bão số 1 Talim có ảnh hưởng trực tiếp đến đất liền nhưng lại đổ bộ vào tỉnh Quảng Tây (Trung Quốc) rồi mới đi vào tỉnh Lạng Sơn. Như vậy năm 2023 là một trong 5 năm tính từ đầu thập niên 2000s (2002, 2004, 2014, 2015, 2023) là những năm ít bão nhất trên biển Đông chỉ với 5 cơn bão.
Ở Việt Nam, một cơn bão (áp thấp nhiệt đới) được đặt số hiệu khi nó đi vào vùng thuộc phạm vi theo dõi của Trung tâm Dự báo Khí tượng Thủy văn Trung ương được xác định trên biển Đông phía Tây kinh tuyến 120 độ kinh Đông và phía bắc vĩ tuyến 5 độ vĩ Bắc. Số hiệu của bão được đặt theo số thứ tự xuất hiện của nó trong năm ví dụ: Bão số 1, bão số 2. Còn đối với áp thấp nhiệt đới, số hiệu đặt theo tháng trước, sau đó đến thứ tự trong tháng. Ví dụ: áp thấp nhiệt đới tháng 10, áp thấp nhiệt đới 1 tháng 9...
Dưới đây là các cơn bão hoặc áp thấp nhiệt đới đã được Trung tâm Dự báo Khí tượng Thủy văn Trung ương đặt số hiệu trong năm 2023 (kèm theo là vùng đổ bộ):
- Bão số 1 (Talim) – Đổ bộ vào miền Nam Trung Quốc, sau đi vào tỉnh Lạng Sơn.
- Bão số 2 (Doksuri) – Đổ bộ vào Đông Nam Trung Quốc.
- Bão số 3 (Saola) – Đổ bộ vào miền Nam Trung Quốc.
- Bão số 4 (Koinu) – Tan ở Bắc Biển Đông.
- Bão số 5 (Sanba) – Tan ở Nam vịnh Bắc Bộ.
- Áp thấp nhiệt đới tháng 5 (JMA TD 04) – Tan ở Giữa và Nam Biển Đông.

Chú ý:
- Nếu bão ở trên biển Đông đang hoạt động mà chưa đến đất liền thì được coi như là Chưa đổ bộ, còn nếu bão vào đất liền thì được coi như là Đổ bộ vào tỉnh nào/Khu vực nào. Tỉnh ven biển đầu tiên mà tâm bão đi qua tại Việt Nam được tính là nơi đổ bộ chính thức của bão ở nước này.

### Các trung tâm khí tượng có dự báo bão
- Trung tâm Dự báo Khí tượng Thủy văn Quốc gia (Việt Nam)
- Trang web về xoáy thuận nhiệt đới của Trung tâm Dự báo Thời tiết hạn vừa châu Âu (ECMWF)
- Cơ quan Khí tượng Nhật Bản
- Trung tâm Cảnh báo bão Liên hợp Lưu trữ ngày 9 tháng 8 năm 2020 tại Wayback Machine
- Đài Thiên văn Hồng Kông
- Trung tâm Khí tượng Quốc gia (Trung Quốc)
- Cơ quan Khí tượng Hàn Quốc
- Cục Thời tiết Trung ương Đài Loan Lưu trữ ngày 13 tháng 5 năm 2023 tại Wayback Machine

### Dữ liệu tốt nhất của các cơ quan (Best Track)
- Dữ liệu về bão tốt nhất của JMA (từ năm 1951)
- Dữ liệu về bão tốt nhất của JTWC (từ năm 1945) Lưu trữ ngày 2 tháng 10 năm 2019 tại Wayback Machine
- Dữ liệu về bão tốt nhất của NMC (từ năm 2000)

### Quan sát gió ở đại dương
- ASCAT B (Storm)
- ASCAT C (Storm)
- SAROPS đo gió hệ thống xoáy thuận nhiệt đới